# 大腸激躁症
大腸激躁症（irritable bowel syndrome，IBS）又称肠易激综合征、腸躁症候群，是一组以腹痛、腹胀或大便习惯改变为主要特征，并伴大便性状异常，持续存在或间歇发作的临床症状。大腸激躁症雖有慢性腸胃道功能性障礙，但缺乏形态学和生物化学异常改变，不能用腸胃道器質性病變解释。其症狀是長期的，通常會持續數年。
大腸激躁症有其他异名，如：腸躁症、躁性大腸症候群、腸道激躁症等，可依照腹瀉或便祕情形區分成四種型態，包含三種亞型：腹瀉型（IBS-D）、便秘型（IBS-C）、混合型（IBS-M）或非亞型（IBS-U）。大腸激躁症會對生活品質帶來負面的影響，而且可能使患者錯過學校的課業及工作。在大腸激躁症的患者中，有許多患有精神病，如焦慮症、慢性疲勞症候群及憂鬱症。
造成大腸激躁症的原因仍未明確，有不同的理論探討其成因，包含：腦腸軸線、小腸細菌過度生長、遺傳因素、食物不耐症及腸道蠕動問題。可能會因為腸胃炎或生活壓力而造成大腸激躁症的發生。大腸激躁症是一種腸胃功能性障礙，診斷時會依據有無這些令人困擾的症狀及徵候來判斷，這些症狀有：發病年齡大於50歲、體重減輕、消化道出血或有炎症性腸病的家族史。其他疾病可能產生類似的症狀，例如：乳糜瀉、麩質不耐症、微性結腸炎、炎症性腸病、膽酸吸收不良及大腸癌

## 診斷
目前國際廣泛公認的診斷標準為 Rome IV 定義，按症狀延續時間（6個月）、最近有無發作（3個月內）、頻率（每週至少一天以上）、症狀性質描述（與排便相關性、排便頻率改變、排便型態改變）作為判斷準則。

## 症狀
主要會有排便異常的問題，同時根據症狀的不同可以分成不安定型、慢性下痢型、分泌型與氣體型等四種。
- 不安定型：腹痛或是腹部的不適，腹瀉與便秘以數日間隔持續交互發生。
- 慢性下痢型：感到壓力或焦慮（即使很小）而導致腹瀉。也稱作神經質性下痢。
- 分泌型：在劇烈的腹痛後排出大量黏液。
- 氣體型：症狀重一點的人，氣味和氣體會無意識地洩漏在別人面前。有時被視為社交恐懼症的一種，被稱為像放屁恐懼症。
- 右上腹型:右上腹緊縮感加抽筋感，伴隨一連串的打嗝，與消化不良。

※ 按照羅馬Ⅱ標準，診斷和治療胃腸道功能紊亂的世界標準，瓦斯類型被歸類為機能性腹部膨滿症，而不是過敏性腸症候群。

## 原因
大腸腸道最內側的黏膜層與黏膜下層主管分泌與吸收，如果黏膜層與黏膜下層出了問題，可以從大腸鏡檢查得出來，然而，其外面的平滑肌肉層則藉由適當的收縮與放鬆而主管大腸蠕動功能，有豐富的自律神經分佈至此處，藉由自律神經的訊息來調控所有平滑肌（不隨意肌）的收縮與放鬆的功能。因為長期累積的飲食、作息、生理心理因素、生活壓力等原因，造成自律神經功能失調，因而自律神經無法發揮其平常應發揮的功能，於是，最終造成大腸蠕動不正常而引起。
主管腸道的自律神經的異常，或是因為精神上的不安或是過度緊張等等的壓力所造成的。另外，本身容易焦慮、暴飲暴食或大量攝入酒精等等、不規則的作息、過勞或長時間受寒等等的狀態都容易導致。
另外，因為暴飲暴食等生理原因導致的腹瀉進而害怕出現在他人面前，多次下來產生了「在他人面前會導致腹瀉」的異常恐懼心理，對於「長時間沒有廁所」或「不得不在他人視線下進入廁所」的場所抱持著恐懼。其原理與恐慌症相同。
近年來的研究認為跟血清素有所關聯。因壓力導致腸道分泌出血清素，影響蠕動，進而導致大腸激躁症的症狀產生。

## 治療
大腸激躁症無法被治癒，目前的療法都用於改善症狀。目前的療法有：改變飲食、藥物治療、使用益生菌及心理治療。飲食措施包含增加膳食纖維的攝取、無麩質飲食或是降低攝取發酵性寡糖、雙糖、單糖及多元醇（FODMAP，即fermentable oligosaccharides, disaccharides, monosaccharides, and polyols的縮寫）的飲食。 用藥方面使用loperamide來減緩腹瀉，或可能須使用瀉藥改善便祕情形。抗抑鬱藥可改善整體症狀及疼痛情形。病患教育(patient education)及良好的醫患關係也是重點關切環節。
在已開發國家中約有10%到15%的人受到大腸激躁症的影響。此疾病在南美洲較常見，而在東南亞較少見。罹患大腸激躁症的人數女性約為男性的兩倍，且通常在45歲前發作。這些症狀通常隨著年齡的增加而逐漸減少。大腸激躁症並不會影響壽命或造成其他嚴重的疾病。關於此疾病症狀最早的描述出現在1820年，而在1944年開始，「大腸激躁症」開始逐漸成為通用的名詞。
临床上主要采用解痉、止痛、通便、止泻、抗炎、促进胃肠动力、调节肠道菌群等治疗方式。
這種症狀是因為精神緊張，很多情況是由生活作息紊亂所引起的。建議應該避免暴食、吸菸、過量飲酒等等，以期能導正規律的正常生活。
有報導指出適量的補充鈣質、益生菌、糞便微生物移植可以緩解症狀。